# NGC 3552
NGC 3552是一个位于大熊座的透鏡狀星系 ，1785年4月11日由 威廉·赫歇爾发现，属于A1185星系团。